# Леон Бакст
Леон Бакст, рођен Лејб-Хаим Израелевич Розенберг (рус. Леон (Лев) Самойлович Бакст, Лейб-Хаим Израилевич Розенберг; Гродно, 27. јануар (8. фебруар) 1866 — Париз, 27. децембар 1924) био је руски сликар и сценограф и костимограф јеврејског порекла. Био је члан круга Сергеја Дјагиљева и Ballets Russe, за које је дизајнирао егзотичне, богато обојене сценографије и костиме. Дизајнирао је и декор за неколико представа 

## Младост
Лејб-Хаим Израелевич (касније Самојлович) Розенберг је рођен у Гродну, у јеврејској породици средње класе. Пошто је његов деда био изузетан кројач, цар му је дао веома добар положај, а имао је огромну и дивну кућу у Санкт Петербургу. Породица се касније преселила у престоницу. Са дванаест година, Лејб је победио на такмичењу у цртању и одлучио да постане сликар. Међутим, родитељи то нису одобравали и чак су бацили његове боје.
За неколико година родитељи су се развели и засновали нове породице, постало је немогуће живети са маћехом, па су се четворо браће и сестара раздвојили и изнајмили свој стан. Као најстарији, Лејб је био задужен за две сестре и брата, „узео је да ради све врсте сликарских послова“. Након што је завршио гимназију, студирао је на Академији уметности у Санкт Петербургу.
У време своје прве изложбе (1889) узео је презиме Бакст, мада је порекло псеудонима још увек нејасно. Постоје најмање три верзије, према главној, бака његове мајке је имала девојачко презиме Бакстер. Александер Бенуа, Леонов доживотни пријатељ, присећа се да је „Лео дао дуготрајно и збуњујуће објашњење да је презиме узео по неком од даљих рођака“.
Почетком 1890-их, Бакст је излагао своје радове у Друштву акварелиста. Од 1893. до 1897. живео је у Паризу, где је студирао на Академији Јулијан. И даље је често посећивао Санкт Петербург. После средине 1890-их, Бакст је постао члан круга писаца и уметника који су формирали Сергеј Дјагиљев и Беноа, који су 1899. основали утицајни часопис Мир искуства, што значи „Свет уметности“. Графике које је објавио у часопису донеле су му славу.

## Каријера
Бакст је наставио да слика, реализовао је портрете Филипа Маљавина (1899), Василија Розанова (1901), Андреја Белог (1905), Зинаиде Гипијус (1906).
Радио је и као наставник ликовне културе за децу руског великог кнеза Владимира Александровича. Године 1902. прихватио је захтев руског цара Николаја II Александровича да наслика адмирала Авелана и руске морнаре који стижу у Париз, слику коју је тамо започео, током прослава од 17. до 25. октобра 1893. године. Међутим, требало му је 8 година да заврши посао.
Године 1898. приказао је своја дела на Првој изложби руских и финских уметника коју је организовао Дјагиљев; на изложбама Свет уметности, као и Минхенској сецесији, изложбама Савеза руских уметника итд. Током руске револуције 1905, Бакст је радио за часописе Жупел, Адскаја пошта, Мир искуства и Satirikon, затим за уметнички часопис Аполон.

Почевши од 1909. године, Бакст је углавном радио као сценограф, дизајнирајући сценографије за грчке трагедије. Током тог времена, Бакст је живео у западној Европи јер, као Јеврејин, није имао право да трајно живи ван  одређених граница у Руској империји..
- Одабрани сценски дизајн
- Клеопатра, 1910.
- Daphnis et Chloé, 1912.
- La Pisanelle où la Mort parfumée, 1913.
- Успавана лепотица, 1921.

- Одабрана дизајн костима

Упркос томе што је био познат по свом сценографском раду, његова уметничка дела су такође наручивале разне енглеске породице током периода арт декоа. За то време, произвео је дела попут серије слика Успавана лепотица за Џејмса и Дороти де Ротшилд у Ведсдон Менору 1913. Прича Успавана лепотице је приказана на седам панела који су дуж зидова овалне, театралне „Бакст собе“ у дворцу Бакингемшир.
Током својих посета Санкт Петербургу, предавао је у Званцевовој школи, где је један од његових ученика био Марк Шагал (1908–1910). Бакст је описао Шагала као омиљеног ученика, јер када би му било речено да уради нешто, пажљиво би слушао, али би онда узео боју и четке и урадио нешто сасвим другачије од задатка.
Бакст је 1914. изабран за члана Империјалне академије уметности. Бакстов свеобухватан, многострани таленат показао се у разним областима — радио је као дизајнер одеће, декорације гарнитура, ентеријера, текстила и другог. Осим серије ентеријера за Ротшилде, дизајнирао је и изложбе за „Мир Искуства“. Амерички бизнисмен активан у индустрије свиле Артур Селиг позвао је Бакста да ради на дизајну текстила и њихова сарадња је имала велики успех.
Током овог периода његов рад је био нашироко приказан у Сједињеним Америчким Државама. Мартин Бирнбаум, менаџер Берлинске фотографске компаније у Њујорку, организовао је изложбу Бакстових дела 1913. у Њујорку која је потом путовала у Детроит (1913), Бафало (1914), Синсинати (1914), Чикаго (1914) и Монтреал (1914). После Револуције 1917. Леонова сестра је умрла од глади у Русији. Када је Бакст примио вест, доживео је нервни слом, постао је толико болестан да није могао да толерише  светлост, буку или додир. Његова слушкиња, Линда, искористила је његово стање да му украде новац - узела је све хонораре који су долазили у кућу и застрашила уметника, приморавајући га да њу и њеног мужа уврсти као наследнике свог тестамента. Игром случаја успео је да пошаље поруку утицајној пријатељици и мецени Алис Вордер Герет (1877–1952), која је помогла његовој сестри Софији да спасе Леона. Први пут су се срели у Паризу 1914. године, када је госпођа Герет била у пратњи свог мужа дипломате који је службовао по Европи. Бакст је убрзо зависио од Геретове као особе од поверења и свог агента.
Године 1922. Бакст је прекинуо везу са Дјагиљевом и Ballets Russes. Током ове године посетио је Балтимор и, конкретно, Евергрин Хаус — резиденцију његове америчке пријатељице Алис Герет. Герет је постала Бакстов представник у САД по повратку кући 1920. године, организујући две изложбе уметникових радова у њујоршкој галерији Кноедлер, као и путујуће изложбе.
У САД је радио на уређењу живописног модернистичког приватног позоришта. Верује се да је ово једино постојеће приватно позориште које је дизајнирао.
Леон Бакст је такође био плодан писац. Његова књижевна заоставштина је на три језика и обухвата романе, бројне публикације у часописима, критике, есеје, писма пријатељима и колегама.
Уммро је 27. децембра 1924. на клиници у Ријеј Малмезону, близу Париза, од проблема са плућима (едема). Његови бројни поштоваоци међу најпознатијим уметницима тог времена, песницима, музичарима, плесачима и критичарима, формирали су погребну поворку која је пратила његово тело до његовог последњег почивалишта, на Cimetière des Batignolles, у Паризу, 17. арондисман, током веома дирљиве церемоније.
Крајем 2010. године, Музеј Викторије и Алберта у Лондону представио је изложбу Бакстових костима и графика.

## Галерија
- Бакстов портрет Александра Бенуа; 1898, акварел и пастел на папиру, 65×100 cm Државни руски музеј.
- Вечера; 1902, уље на платну, 150×100 cm,Руски музеј.
- Дизајн сценског намештаја за Le Spectre de la Rose Мишела Фокина; око 1911.
- Постер заПоподне једног фауне; 1912, приватна збирка.
- Цртеж коња који пије;, оловка, акварел и гваш на папиру положеном на картон, 33×49 cm, приватна колекција, почетак 20. века
- Принт текстила; око 1922.
- Маркаповодом 150. годишњице рођења Леона Бакста; 2016, Белпошта.

- Серија Успавана лепотица; 1913–1922, уље на платну, дворац Вадесдон
- Лоша вила у посети
- Обећање добре виле;
- Принцеза боде прст на вретено
- Остарели краљ моли добру вилу
- Принцеза и двор падају у сан сто година
- Принц у лову види замак у коме принцеза спава;
- Принц открива принцезу и буди је